# Zeitschrift für Jugendkriminalrecht und Jugendhilfe
Die Zeitschrift für Jugendkriminalrecht und Jugendhilfe (ZJJ) ist eine interdisziplinäre Fachzeitschrift für Praxis und Wissenschaft, die Jugendkriminalität, Jugendstrafrecht und Jugendhilfe thematisiert. Bis 2007 hieß die Zeitschrift DVJJ-Journal.
Sie wird von der Deutschen Vereinigung für Jugendgerichte und Jugendgerichtshilfen e.V. (DVJJ) publiziert. 